# 科兰太因河
科兰太因河（英語：Courantyne，/ˈkɜːrənˌtaɪn/，發音：[ˌkoːrɑnˈtɛi̯n] ⓘ；其他各种拼写有Corentyne、Corentín）是南美洲北部蘇利南和圭亚那两国之间的河流，长724千米，河口处位于大西洋。